# 困ったなア
『困ったなア』（こまったなあ）は、佐藤愛子による日本のジュブナイル小説、またはその小説を原作としてNHK少年ドラマシリーズで放映されたドラマである。
1976年に集英社文庫コバルトシリーズから刊行された。表題作は「困ったなア」が口癖の女子中学生桃子の恋や日常を描いた作品。その他、「がむしゃらデート」「さびしい大将」の2篇が収録されている。なお、イラストは原田治によるものである。

## 既刊一覧
- 佐藤愛子（著） / 原田治（イラスト） 『困ったなア』 集英社〈集英社文庫コバルトシリーズ〉、1976年6月28日第1刷発行、ISBN 4-08-610009-6

## テレビドラマ
1977年3月7日から3月24日までの間、NHK少年ドラマシリーズで全12回（月曜日から木曜日放映）のドラマが放映された。脚本は土井行夫、主演は平松里枝子。原作で主人公の桃子はファンである野口五郎にサインをもらいに行く場面があるが、ドラマでも野口五郎本人がそのシーンに出演した。2025年に平松里枝子の姉から全話を録画したベータマックスが提供された。